# Sideridis rivularis
Espèce
La Noctuelle du cucubale (Sideridis rivularis) est une espèce de lépidoptères (papillons) de la famille des Noctuidae.
Synonyme :
- Hadena rivularis

## Distribution
On le trouve, depuis le nord de la péninsule Ibérique, dans toute l'Europe : vers l'est, en Asie orientale jusqu'à la Mandchourie ; vers le sud, dans la région méditerranéenne (à l'exception de la Grèce), dans des régions de l'Asie mineure et de l'Asie centrale ; dans les Alpes, jusqu'à une altitude de 1 600 m.

## Écologie
D'une envergure de 27 à 30 mm, l'imago vole d'avril à septembre selon les régions. On compte deux générations par an.
Sa larve vit sur des plantes couvre-sol, comme les silènes (notamment le compagnon rouge) ou les Lychnis, et sur des grimpantes comme Cucubalus baccifer. Au départ, elle se nourrit des fleurs, puis des feuilles de ces plantes.

## Galerie

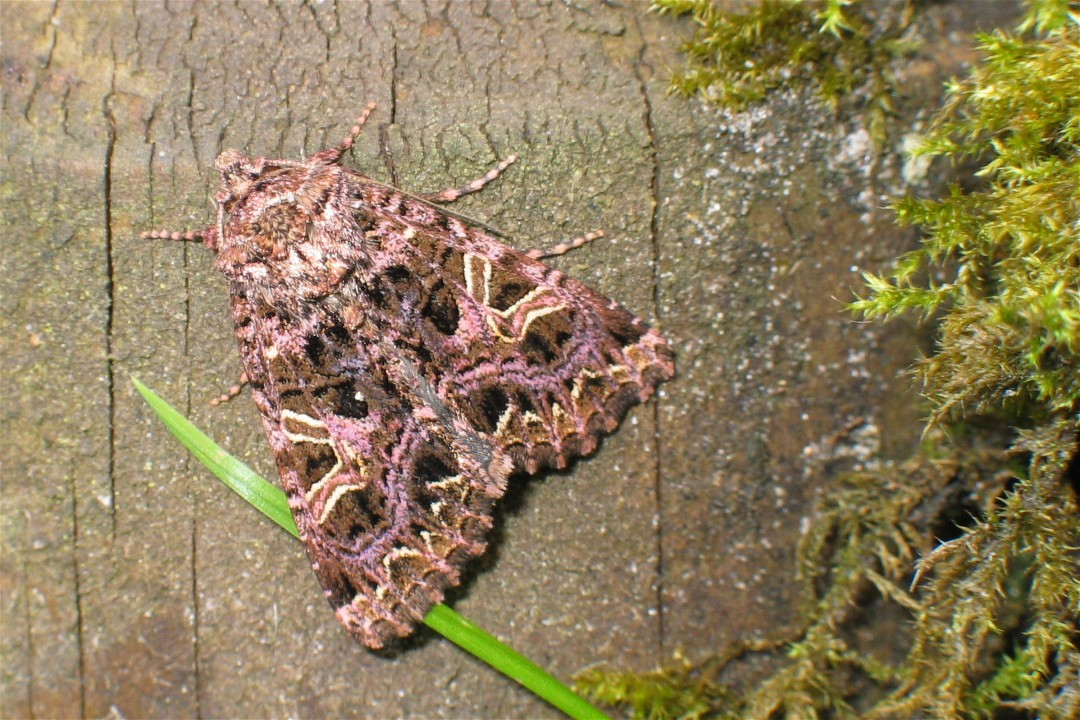